# Йоганн Цукерторт
Йоганн (Ян) Герман Цукерторт (нім. Johannes Hermann Zukertort, нар. 7 вересня 1842, Люблін, Російська імперія — пом. 20 червня 1888, Лондон) — німецький і англійський шахіст, шаховий теоретик, журналіст і письменник єврейсько-польського походження. Поліглот. Один з найсильніших гравців світу другої половини XIX століття. Учасник першого офіційного матчу за титул чемпіона світу з шахів — 1886 року поступився Вільгельмові Стейніцу.

## Життєпис

### Ігрова кар'єра
Батько — протестант, мав єврейське походження, мати — полька. Народився та навчався у школі в Любліні, потім — у Петрикові, де розпочав навчання в гімназії (Королівство Польське, Російська імперія). 1855 року сім'я переїхала до Бреслау (Пруссія). Там закінчив гімназію і вступив до університету Бреслау на лікарський факультет.
Його вчителем шахів став Адольф Андерсен, який також жив у Бреслау й був одним із провідних шахістів Німеччини та Європи.
1862 року переїхав із батьками до Позена (нині Познань), де активно грав у місцевому шаховому клубі.
Як лікар брав участь у пруссько-австрійській війні 1866 року, був поранений і отримав нагороду за відвагу.
Після війни осів у Берліні, продовжував навчання, закінчив навчання на факультетах хімії та психології в Берлінському та Гейдельберзькому університетах. 
У 1867–1871 роках разом із Вільгельмом Штейніцем редагував шаховий часопис «Neue Berliner Schachzeitung». Більшість часу приділяв шаховій журналістиці, публіцистиці, роботі над шаховими книгами, майже не брав участь у турнірах. Потім через непорозуміння з німецькими шахістами покинув часопис і виїхав до Лондона. 1878 року отримав британське громадянство.
Деякі результати в турнірах 1870-х — початку 1880-х років:
- Лондон (1872) — 3-є місце
- Лондон (1876) — 2-е місце
- Ляйпціґ (1877) — 2-3
- Кельн (1877) — 1
- Париж (1878) — 1
- Берлін (1881) — 2
- Відень (1882) — 4-5
- Лондон (1883) — 1 (чи не найбільший успіх у кар'єрі шахіста; позаду опинилися майбутній чемпіон світу Вільгельм Стейніц і провідний англійський майстер Джозеф Генрі Блекберн)

Після цієї перемоги вирушив у турне по США, Канаді та Європі.
Матчеві результати:
- Адольф Андерсен (1868; +3 −8 =1) і (1871; +5 −2 =0)
- Вільгельм Стейніц (1872; +1 −7 =4)
- Де Вер (1874; +2 −1 =0)
- В. Н. Поттер (1875; +4 −2 =8)
- С. Розенталь, чемпіон Франції (1880; +7 −1 =11)
- Джозеф Генрі Блекберн (1881; +7 −2 =5)

Високі результати Цукерторта були причиною того, що саме він став суперником Стейніца (якого вважали неофіційним чемпіоном світу) у матчі за титул офіційного чемпіона світу з шахів. Матч прийняли три міста Сполучених Штатів Америки: Нью-Йорк, Сент-Луїс і Новий Орлеан. Поразка з рахунком +10 −5 =5 негативно вплинула на фізичне та психічне здоров'я Цукерторта.
Пізніші результати в змаганнях були невисокі:
- Лондон (1886) — 7-е місце
- Ноттінґем (1886) — 3-є місце
- Франкфурт-на-Майні (1887) — 15
- Лондон (1887) — 4
- Лондон (1888) — 7

1887 року зазнав поразки в матчі з Дж. Г. Блекберном: +1 −5 =8.
Під час гри в шахи в лондонському клубі «Диван» 19 червня 1888 року стався крововилив у мозок. Наступного дня шахіст помер у лікарні Чарінґ Кросс.
Написав кілька шахових книг і підручників. Статті Цукерторта, особливо ті, що стосувались дебютів, виходили в часописах різних країн.

## Зацікавлення
Мав надзвичайну пам'ять: міг відтворити ходи всіх своїх партій. Славився грою наосліп (найкращий результат: +12 −1 =3 в сеансі одночасно гри). Знав головні європейські мови, польську, російську, латину, гебрейську, давньогрецьку, арабську, санскрит. Грав на піаніно, виступав критиком музичних творів. Коли почувався добре, фехтував і стріляв з малокаліберної зброї.